# درويلة (فلم)
درويلة هو فيلم ٌ مصريٌ هو بدأ عرضه في 7 فبراير 2024.
انطلق عرض فيلم درويلة، بطولة النجمة آيتن عامر في دور العرض المصرية، وجنى في أول أيام عرضه 77 ألف جنيه فقط، واحتل الترتيب السادس في شباك التذاكر، وهو ما يمثل صدمة لكل صناعه. يشارك في بطولته عمرو عبد الجليل، محمود عبد المغني، محمد على رزق، وحسني شتا، مسلم وإبرام سمير ونهال نور ومحمد على ميزو وكابتن إبراهيم صبحي.وهو من تأليف عبدالرحمن فتحي وفكرة محمد دياسطي

## معنى اسم فيلم درويلة
يشير معنى اسم فيلم درويلة بحسب تصريحات المخرج معوض اسماعيل، إلى أن: درويلة يعني لخبطة أو مشاكل، يعني ممكن الواحد يقول فيه درويلة، يعني فيه حوار أو درويلة في دماغي، يعني موضوع شاغل دماغي. فيما أضاف أيضا بأن الفيلم في المقام الأول هو قصة درامية، وتتضمن القليل من الأكشن، وليس فيلم أكشن كما اعتقد البعض، بعد مشاهدتهم لبوستر الفيلم، الذي يحمل صورة بطل كمال الأجسام إبراهيم صبحي، مؤكدًا أن الفيلم هو فيلم دراما يدور في إطار التشويق والإثارة. بالإضافة إلى أنه يحتوي الكثير من المشاعر.

## إيرادات الفيلم
كان الفيلم أحد الأفلام التي رُفعت من دور العرض مع بداية شهر رمضان في 11 مارس 2024، إذ لم يحقق سوى 840,000 جنيه بعد أربعة أسابيع من العرض.

## وصلات خارجية
- ماي سيمادرويلة على موقع قاعدة بيانات الأفلام العربية

وي سيما